# Hydractinia diogenes
Hydractinia diogenes is een hydroïdpoliep uit de familie Hydractiniidae. De poliep komt uit het geslacht Hydractinia. Hydractinia diogenes werd in 1959 voor het eerst wetenschappelijk beschreven door Millard. 